# Églises fortifiées de Thiérache
Le nombre, la spécificité et l'intérêt des églises fortifiées de Thiérache dans l'Aisne, principalement, mais aussi dans les Ardennes sont tels que, si plusieurs ouvrages leur ont été consacrés (ainsi qu'aux « maisons fortes »), les Offices de tourisme de ces deux départements ne proposent pas moins, en 2006 par exemple, de 4 à 6 circuits touristiques :
- entre Guise et Hirson, « L'axe vert de Thiérache » (intéressant aussi les randonneurs), sa sœur jumelle (circuit parallèle et en partie commun) « La route touristique de la vallée de l'Oise » et son bras s'étirant en direction du sud-est entre Étréaupont et Aubenton, « La route touristique de la vallée du Thon »
- un peu plus au sud, entre Vervins et Vigneux-Hocquet, « Le circuit de la vallée de la Brune »
- à proximité immédiate au sud-est, « Le circuit de la vallée de la Serre »
- plus à l'est encore, et hors du département de l'Aisne, « La route touristique des églises fortifiées des Ardennes ».

À la suite d'une campagne de sensibilisation menée par les associations culturelles locales (1970-1974), un plan départemental d'ensemble de sauvegarde des églises fortifiées de Thiérache fut présenté en 1975, adopté pour 10 ans et lancé dès 1976.

## Caractéristiques et points communs
- Structure défensive par ‘’adaptation à la topographie’’
  - Si l'édifice surplombe ses environs immédiats (le premier avantage étant de disposer ainsi d'un point d'observation), les assaillants éventuels avaient à affronter la montée, parfois assez raide, dont la difficulté pouvait avoir été renforcée par une accentuation des avantages du site naturel, un peu comme pour un château fort. (Exemples : Englancourt ou Esquéhéries). 
La pente peut être divisée en paliers, ou terrasses plus ou moins concentriques, au bord planté d'une haie épaisse, destinée à limiter le ravinement mais bien sûr à empêcher ou du moins ralentir l'accès de toute bande hostile ou de simples pillards.
  - Si l'église est édifiée sur une surface plane, plus ou moins étendue, sa protection rapprochée a dû être réalisée par la construction de maisons tout autour faisant office de véritable rempart circulaire ou rectangulaire, ne proposant que d'étroits passages entre elles, du type « ruelles ». (Exemples : Macquigny et Rocquigny)
  - Selon les cas, certains sites allient les 2 techniques, l'église ne surplombant l'endroit que sur un ou deux côtés. (Exemple : Rozoy-sur-Serre)
- Salle-refuge pour les villageois
- Éléments décoratifs intégrés aux surfaces planes (façades) ou courbes (tours) par utilisation de briques de couleur plus sombre, plus brillantes (briques plus ou moins vitrifiées, ou vernissées). On peut distinguer en gros une dizaine de motifs les plus en vogue : des dates, des croix, des cœurs, des quadrillages, etc.

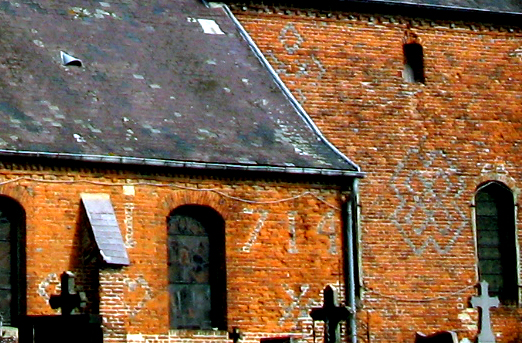
Date de 1714 à Lavaqueresse
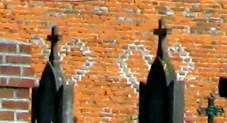
Double cœur à Lavaqueresse
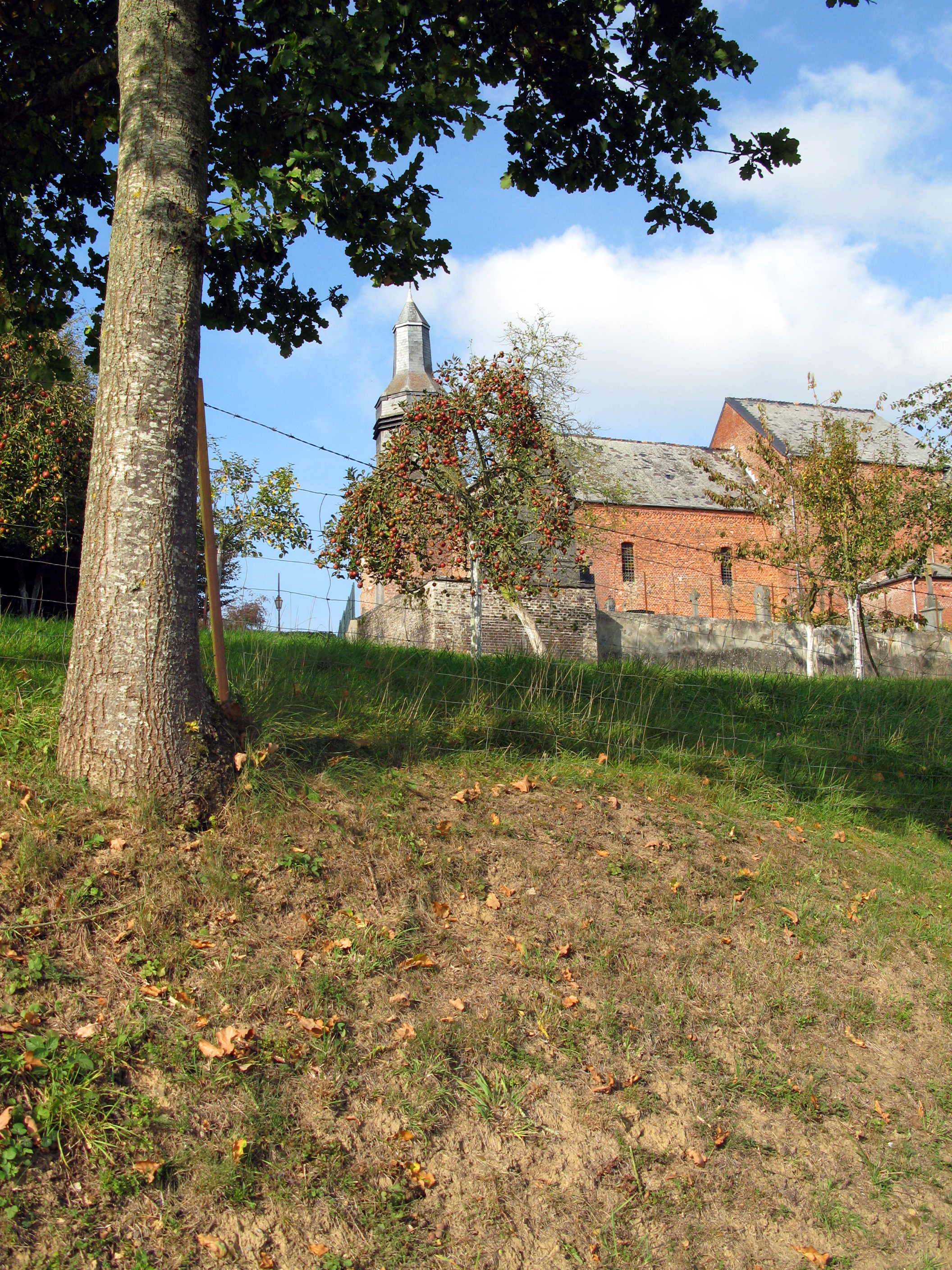
À Cuiry-lès-Iviers, sur le côté sud, la route longe un pré (ou verger) dont le talus est haut de plus d'un mètre. Plus près de l'église, un autre talus important (limite du cimetière) est actuellement maçonné.
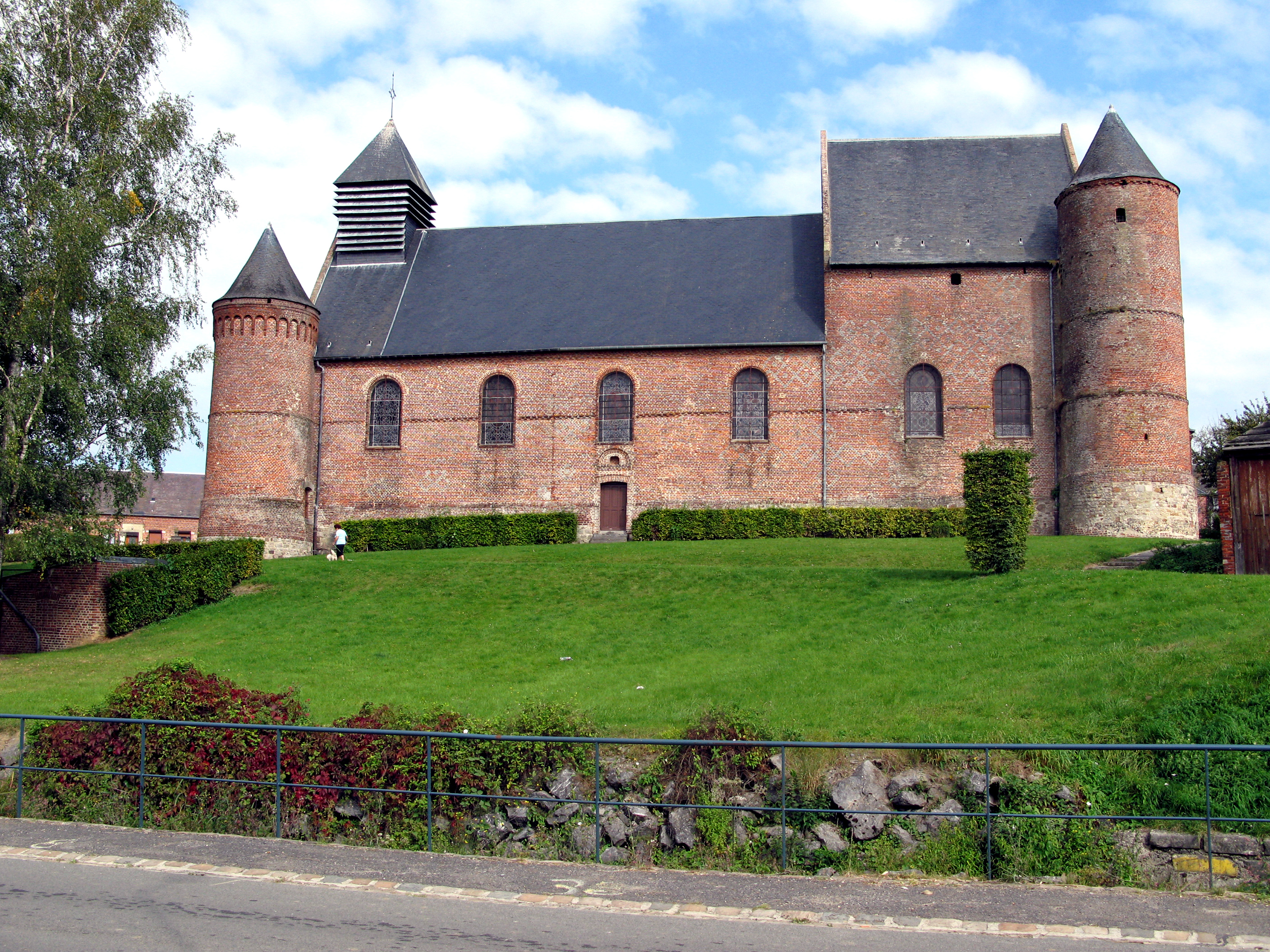
À Esquéhéries, l'assaillant venant du sud par la route devait d'abord franchir la petite rivière coulant au pied de la pente raide dont les haies anciennes ont disparu.
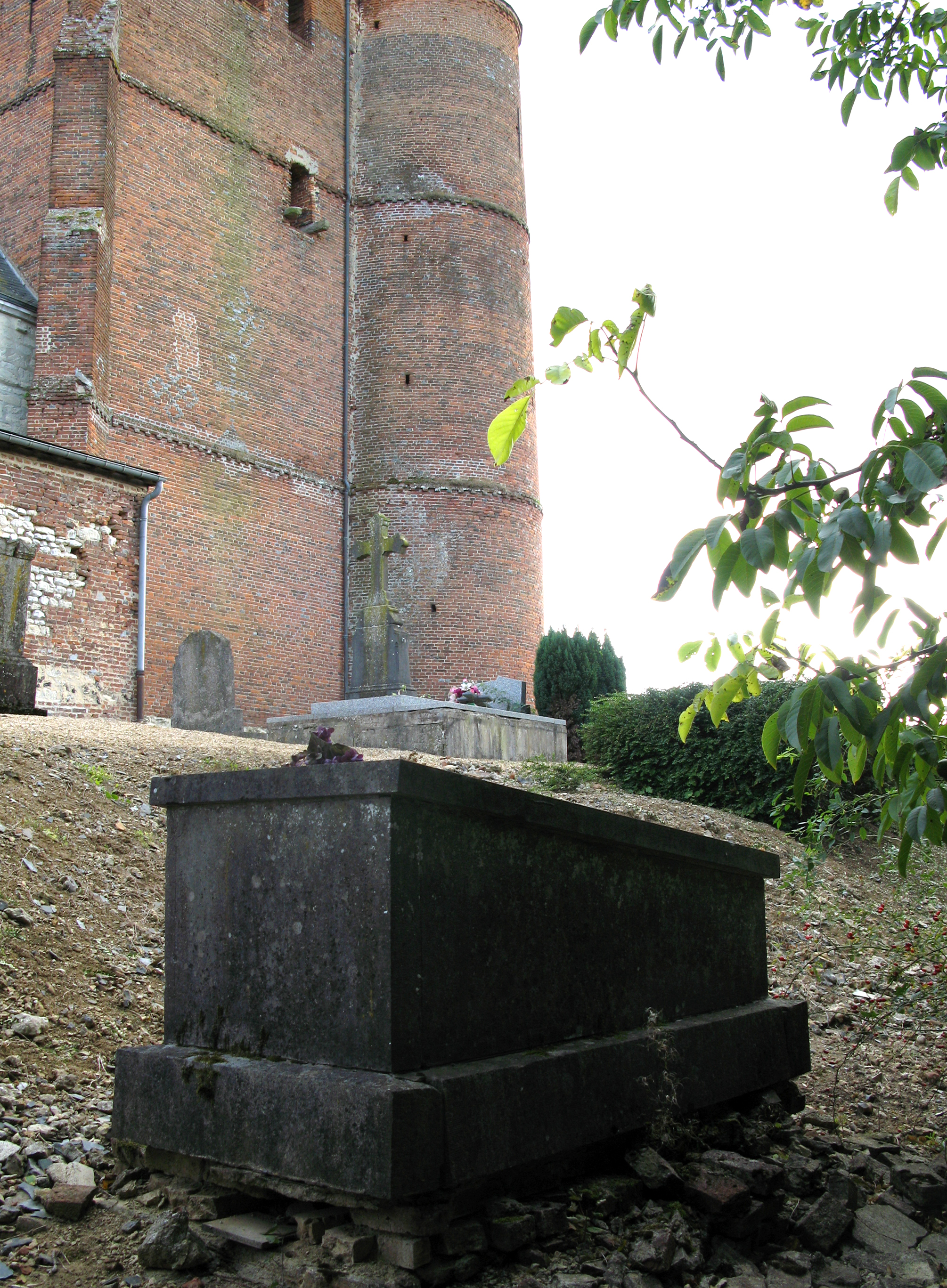
À Prisces, la première haie défensive est actuellement à mi-pente, sur le flanc nord. Peut-être a-t-elle été déplacée pour un agrandissement du cimetière depuis la fin des périodes troublées.
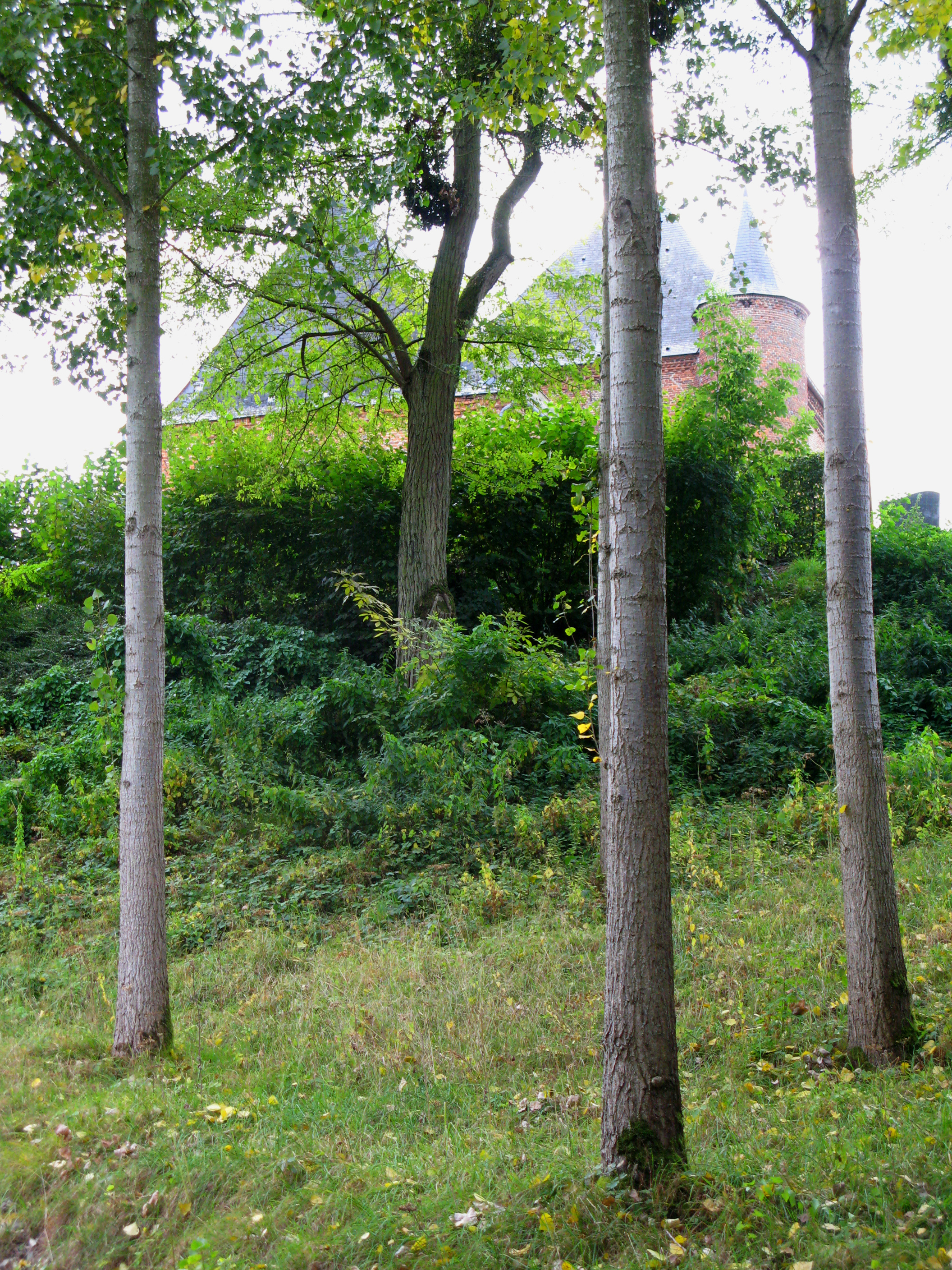
À Saint-Algis, un chemin très creux et très ombragé débouche à l'est de l'église.

Cet emploi de briques vitrifiées ne fut pas réservé aux seuls édifices religieux. Des châteaux ou « maisons fortes », voire de simples maisons ou fermes en sont décorés en Thiérache. Il faut aussi savoir que de tels motifs sont présents sur des édifices d'autres régions (en Normandie) et d'autres pays, en Pologne, comme au château des Chevaliers Teutoniques de Radzyń Chełmiński, ou à ceux de Malbork, Bierzglowo et Czersk.

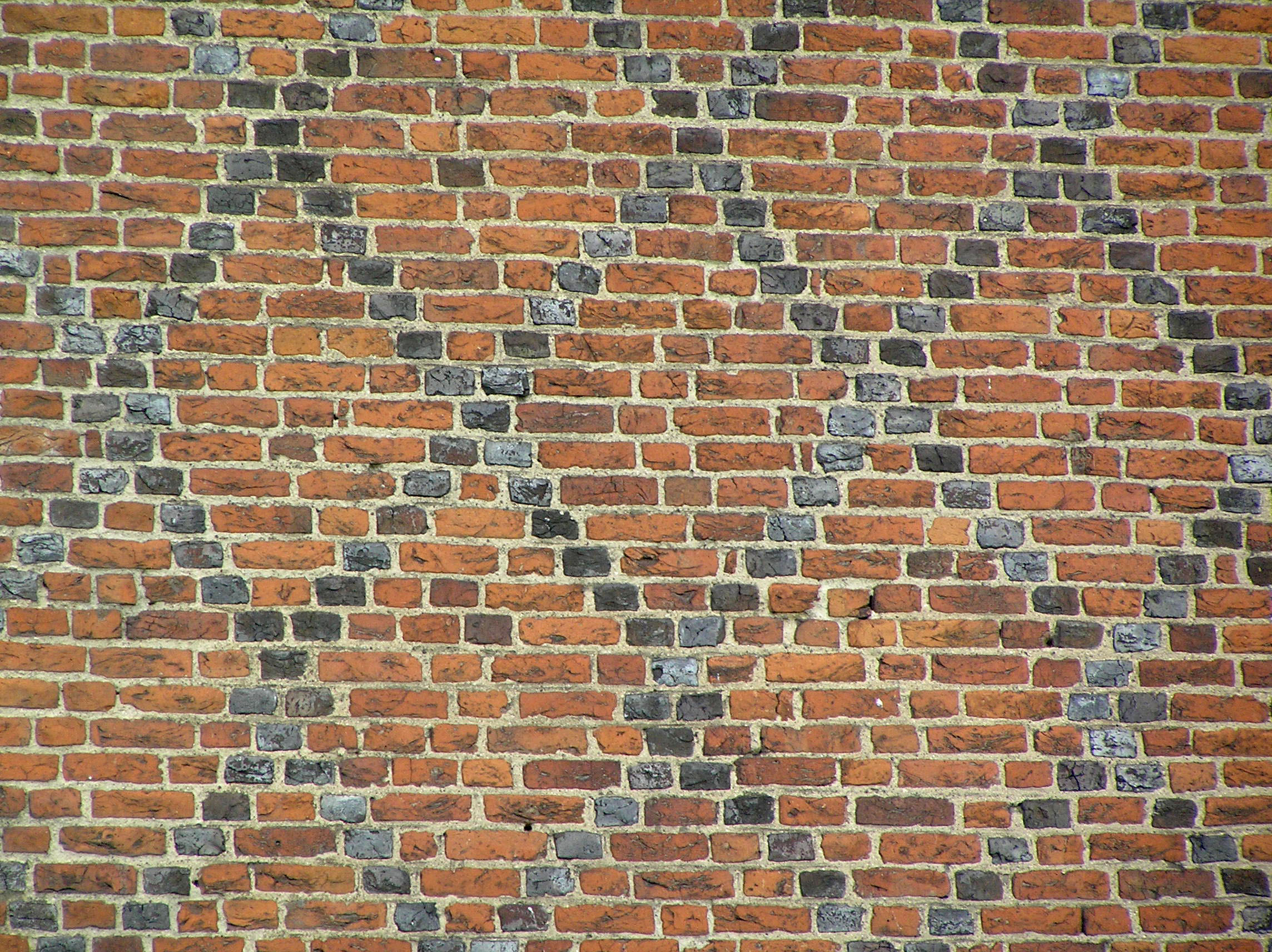
Motif autrefois utilisé en Pologne aussi à Radzyń Chełmiński.
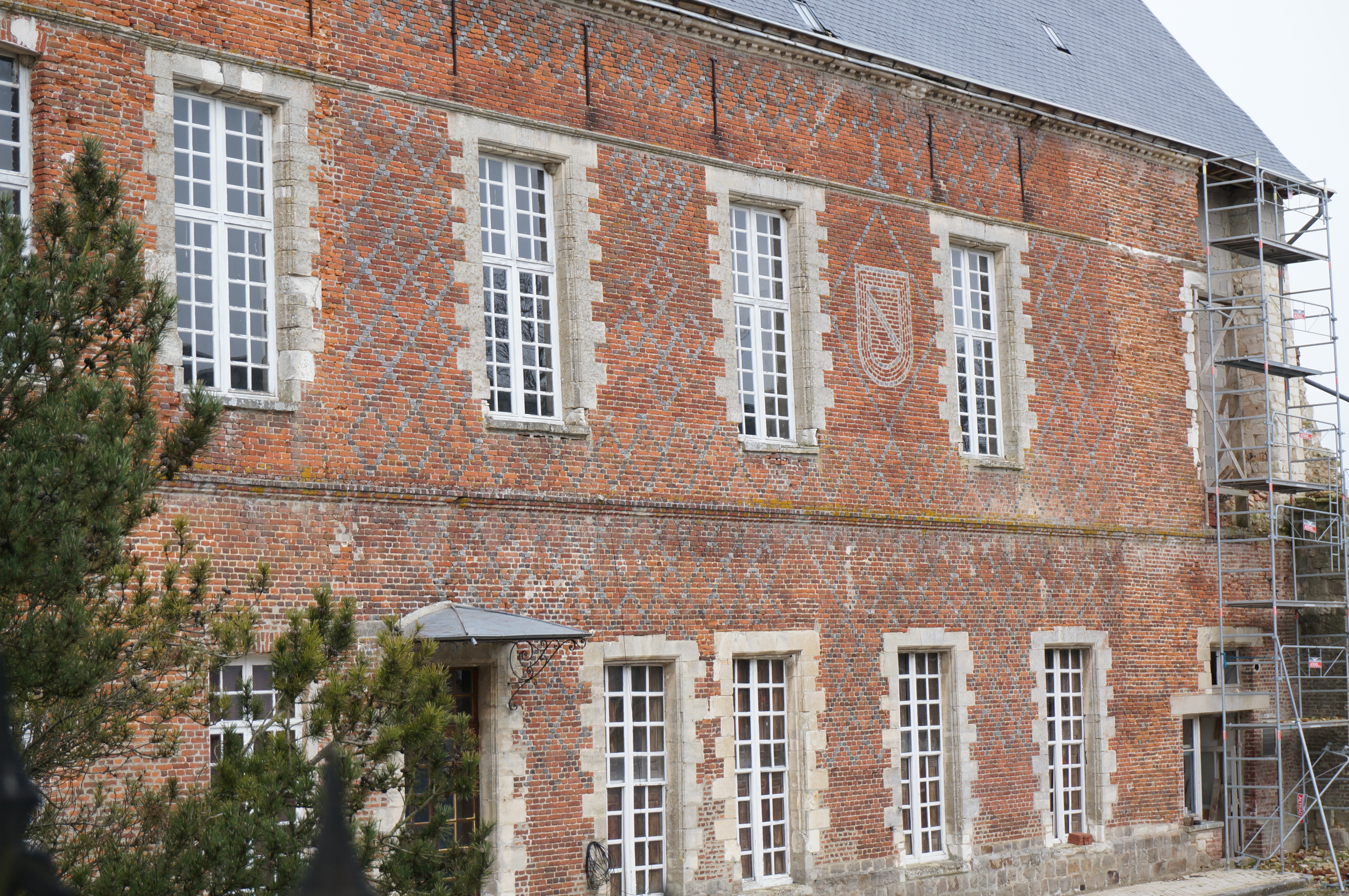
sur les façades du château de Marfontaine.

## Liste alphabétique des églises fortifiées de Thiérache
En Thiérache, on dénombre environ 65 églises fortifiées dans une zone presque circulaire, pratiquement délimitée au nord par l'Oise et au sud par la Serre, ce qui correspond globalement au périmètre formé par les villes de Guise, La Capelle, Hirson, Aubenton, Montcornet, avec Vervins au centre.
| Commune                       | Département | Nom                                                               | Monument historique | Coordonnées                      | Image |
| ----------------------------- | ----------- | ----------------------------------------------------------------- | ------------------- | -------------------------------- | ----- |
| Agnicourt-et-Séchelles        | Aisne       | Église Saint-Médard d'Agnicourt                                   | Classé MH           | 49° 42′ 59″ nord, 3° 57′ 16″ est |       |
| Antheny                       | Ardennes    | Église Saint-Remy d'Antheny                                       |                     | 49° 50′ 52″ nord, 4° 18′ 49″ est |       |
| Any-Martin-Rieux              | Aisne       | Église Saint-Médard d'Any-Martin-Rieux                            |                     | 49° 52′ 45″ nord, 4° 13′ 24″ est |       |
| Aouste                        | Ardennes    | Église Saint-Remy d'Aouste                                        | Classé MH           | 49° 47′ 57″ nord, 4° 19′ 03″ est |       |
| Archon                        | Aisne       | Église Saint-Martin d'Archon                                      | Classé MH           | 49° 44′ 21″ nord, 4° 07′ 03″ est |       |
| Aubenton                      | Aisne       | Église Notre-Dame d'Aubenton                                      | Classé MH           | 49° 50′ 11″ nord, 4° 12′ 16″ est |       |
| Autreppes                     | Aisne       | Église Saint-Hilaire d'Autreppes                                  | Classé MH           | 49° 54′ 18″ nord, 3° 51′ 19″ est |       |
| Bancigny                      | Aisne       | Église Saint-Nicolas de Bancigny                                  | Classé MH           | 49° 48′ 03″ nord, 4° 02′ 00″ est |       |
| Beaudignies                   | Nord        | Église Saint-Étienne de Beaudignies                               |                     | 50° 14′ 11″ nord, 3° 35′ 28″ est |       |
| Berlise                       | Aisne       | Église Saint-Martin de Berlise                                    |                     | 49° 39′ 56″ nord, 4° 06′ 25″ est |       |
| Bosmont-sur-Serre             | Aisne       | Église Saint-Rémi de Bosmont-sur-Serre                            | Classé MH           | 49° 43′ 59″ nord, 3° 51′ 27″ est |       |
| Bossus-lès-Rumigny            | Ardennes    | Église Saint-Martin de Bossus-lès-Rumigny                         |                     | 49° 50′ 19″ nord, 4° 15′ 25″ est |       |
| Burelles                      | Aisne       | Église Saint-Martin de Burelles                                   | Classé MH           | 49° 46′ 56″ nord, 3° 53′ 45″ est |       |
| Cartignies                    | Nord        | Église Saint-Sauveur de Cartignies                                |                     | 50° 05′ 33″ nord, 3° 50′ 42″ est |       |
| Chaourse                      | Aisne       | Église Saint-Martin de Chaourse                                   | Classé MH           | 49° 42′ 22″ nord, 3° 59′ 57″ est |       |
| Châtillon-lès-Sons            | Aisne       | Église de la Visitation-de-la-Sainte-Vierge de Châtillon-lès-Sons |                     | 49° 45′ 37″ nord, 3° 41′ 14″ est |       |
| Chilly                        | Ardennes    | Église Saint-Nicaise de Chilly                                    |                     | 49° 50′ 14″ nord, 4° 28′ 25″ est |       |
| Cilly                         | Aisne       | Église Saint-Martin de Cilly                                      |                     | 49° 44′ 14″ nord, 3° 49′ 53″ est |       |
| Clermont-les-Fermes           | Aisne       | Église Saint-Blaise de Clermont-les-Fermes                        |                     | 49° 40′ 02″ nord, 3° 56′ 15″ est |       |
| Cliron                        | Ardennes    | Église Saint-Martin de Cliron                                     | Classé MH           | 49° 48′ 40″ nord, 4° 36′ 42″ est |       |
| Cousolre                      | Nord        | Église Saint-Martin de Cousolre                                   |                     | 50° 14′ 43″ nord, 4° 09′ 05″ est |       |
| Crupilly                      | Aisne       | Église Saint-Michel de Crupilly                                   |                     | 49° 55′ 33″ nord, 3° 45′ 19″ est |       |
| Cuiry-lès-Iviers              | Aisne       | Église Saint-Martin de Cuiry-lès-Iviers                           | Classé MH           | 49° 45′ 40″ nord, 4° 06′ 34″ est |       |
| Dohis                         | Aisne       | Église de la Nativité-de-la-Sainte-Vierge de Dohis                | Classé MH           | 49° 45′ 46″ nord, 4° 08′ 25″ est |       |
| Dommery                       | Ardennes    | Église Sainte-Marie-Madeleine de Dommery                          |                     | 49° 40′ 33″ nord, 4° 28′ 28″ est |       |
| Dompierre-sur-Helpe           | Nord        | Église Saint-Etton de Dompierre-sur-Helpe                         |                     |                                  |       |
| Englancourt                   | Aisne       | Église Saint-Nicolas d'Englancourt                                | Classé MH           | 49° 55′ 01″ nord, 3° 48′ 03″ est |       |
| Esquéhéries                   | Aisne       | Église Saint-Martin d'Esquéhéries                                 | Classé MH           | 49° 59′ 04″ nord, 3° 44′ 44″ est |       |
| Féron                         | Nord        | Église Saint-Martin de Féron                                      |                     |                                  |       |
| Flaignes-Havys                | Ardennes    | Église Saint-Laurent de Flaignes                                  |                     | 49° 49′ 07″ nord, 4° 24′ 05″ est |       |
| Flaignes-Havys                | Ardennes    | Église Saint-Géry d'Havys                                         |                     | 49° 48′ 17″ nord, 4° 24′ 27″ est |       |
| Flavigny-le-Grand-et-Beaurain | Aisne       | Église Saint-Médard de Flavigny-le-Grand-et-Beaurain              | Classé MH           | 49° 53′ 19″ nord, 3° 39′ 56″ est |       |
| Fligny                        | Ardennes    | Église Saint-Étienne de Fligny                                    |                     | 49° 52′ 57″ nord, 4° 15′ 57″ est |       |
| Floyon                        | Nord        | Église Saint-Martin de Floyon                                     |                     |                                  |       |
| Fontaine-au-Bois              | Nord        | Église Saint-Rémy de Fontaine-au-Bois                             |                     |                                  |       |
| Fontaine-lès-Vervins          | Aisne       | Église Saint-Martin de Fontaine-lès-Vervins                       | Classé MH           | 49° 51′ 11″ nord, 3° 53′ 47″ est |       |
| Fraillicourt                  | Ardennes    | Église Notre-Dame de Fraillicourt                                 | Classé MH           | 49° 40′ 02″ nord, 4° 09′ 51″ est |       |
| Franqueville                  | Aisne       | Église Saint-Jean-Baptiste de Franqueville                        |                     | 49° 48′ 35″ nord, 3° 48′ 40″ est |       |
| Froidestrées                  | Aisne       | Église de Saint-Michel de Froidestrées                            |                     | 49° 56′ 26″ nord, 3° 54′ 16″ est |       |
| Froidmont-Cohartille          | Aisne       | Église Saint-Christophe de Cohartille                             |                     | 49° 40′ 40″ nord, 3° 41′ 42″ est |       |
| Gercy                         | Aisne       | Église Saint-Michel de Gercy                                      |                     | 49° 49′ 04″ nord, 3° 51′ 52″ est |       |
| Gommegnies                    | Nord        | Église de l’Assomption de Gommegnies                              |                     |                                  |       |
| Grand-Fayt                    | Nord        | Église Saint-Pierre-ès-Liens de Grand-Fayt                        |                     |                                  |       |
| Grandrieux                    | Aisne       | Église Saint-Nicolas de Grandrieux                                | Classé MH           | 49° 43′ 58″ nord, 4° 10′ 58″ est |       |
| Gronard                       | Aisne       | Église Saint-Théodulphe de Gronard                                | Classé MH           | 49° 47′ 33″ nord, 3° 53′ 00″ est |       |
| Hannappes                     | Ardennes    | Église Saint-Jean-Baptiste d'Hannappes                            | Classé MH           | 49° 49′ 28″ nord, 4° 13′ 51″ est |       |
| Harcigny                      | Aisne       | Église Saint-Martin d'Harcigny                                    |                     | 49° 47′ 47″ nord, 3° 58′ 53″ est |       |
| Hary                          | Aisne       | Église Saint-Corneille-et-Saint-Cyprien d'Hary                    | Classé MH           | 49° 47′ 07″ nord, 3° 55′ 29″ est |       |
| Haution                       | Aisne       | Église Notre-Dame d'Haution                                       |                     | 49° 52′ 00″ nord, 3° 50′ 21″ est |       |
| Houry                         | Aisne       | Église Saint-Médard d'Houry                                       |                     | 49° 46′ 55″ nord, 3° 50′ 59″ est |       |
| Jeantes                       | Aisne       | Église Saint-Martin de Jeantes                                    | Classé MH           | 49° 48′ 15″ nord, 4° 03′ 17″ est |       |
| La Bouteille                  | Aisne       | Église Notre-Dame de La Bouteille                                 | Classé MH           | 49° 51′ 34″ nord, 3° 58′ 26″ est |       |
| La Flamengrie                 | Aisne       | Église de la Nativité-de-la-Sainte-Vierge de La Flamengrie        |                     | 50° 00′ 13″ nord, 3° 55′ 15″ est |       |
| La Hérie                      | Aisne       | Église Saint-Pierre de La Hérie                                   | Classé MH           | 49° 52′ 58″ nord, 4° 02′ 42″ est |       |
| Laigny                        | Aisne       | Église Saint-Martin de Laigny                                     |                     | 49° 51′ 28″ nord, 3° 51′ 15″ est |       |
| Landouzy-la-Ville             | Aisne       | Église Notre-Dame-de-l'Assomption de Landouzy-la-Ville            |                     | 49° 51′ 41″ nord, 4° 02′ 49″ est |       |
| Laval-Morency                 | Ardennes    | Église Saint-Étienne de Laval-Morency                             | Classé MH           | 49° 50′ 00″ nord, 4° 29′ 30″ est |       |
| Lavaqueresse                  | Aisne       | Église Notre-Dame-de-l'Assomption de Lavaqueresse                 | Classé MH           | 49° 56′ 58″ nord, 3° 42′ 48″ est |       |
| Lerzy                         | Aisne       | Église Sainte-Benoîte de Lerzy                                    | Classé MH           | 49° 56′ 37″ nord, 3° 52′ 51″ est |       |
| Leschelle                     | Aisne       | Église Saint-Pierre de Leschelle                                  |                     | 49° 57′ 30″ nord, 3° 46′ 10″ est |       |
| Liart                         | Ardennes    | Église Notre-Dame de Liart                                        | Classé MH           | 49° 46′ 10″ nord, 4° 20′ 25″ est |       |
| Liessies                      | Nord        | Église Saint-Lambert de Liessies                                  |                     |                                  |       |
| Logny-lès-Aubenton            | Aisne       | Église Saint-Rémi de Logny-lès-Aubenton                           | Classé MH           | 49° 49′ 41″ nord, 4° 12′ 39″ est |       |
| Lugny                         | Aisne       | Église Saint-Quentin de Lugny                                     |                     | 49° 46′ 53″ nord, 3° 48′ 33″ est |       |
| Macquigny                     | Aisne       | Église Saint-Martin de Macquigny                                  | Classé MH           | 49° 53′ 06″ nord, 3° 33′ 03″ est |       |
| Malzy                         | Aisne       | Église Sainte-Aldegonde de Malzy                                  | Classé MH           | 49° 54′ 27″ nord, 3° 43′ 31″ est |       |
| Marbaix                       | Nord        | Église Saint-Martin de Marbaix                                    |                     |                                  |       |
| Marly-Gomont                  | Aisne       | Église Saint-Rémy de Marly-Gomont                                 | Classé MH           | 49° 54′ 20″ nord, 3° 47′ 33″ est |       |
| Monceau-lès-Leups             | Aisne       | Église Saint-Martin de Monceau-lès-Leups                          |                     |                                  |       |
| Monceau-sur-Oise              | Aisne       | Église Sainte Catherine de Monceau-sur-Oise                       |                     | 49° 54′ 07″ nord, 3° 41′ 49″ est |       |
| Montcornet (Aisne)            | Aisne       | Église Saint-Martin de Montcornet                                 | Classé MH           | 49° 41′ 39″ nord, 4° 01′ 03″ est |       |
| Montloué                      | Aisne       | Église Saint-Martin de Montloué                                   |                     | 49° 40′ 25″ nord, 4° 04′ 16″ est |       |
| Morgny-en-Thiérache           | Aisne       | Église Saint-Nicolas de Morgny-en-Thiérache                       | Classé MH           | 49° 45′ 37″ nord, 4° 04′ 34″ est |       |
| Nampcelles-la-Cour            | Aisne       | Église Saint-Martin de Nampcelles-la-Cour                         | Classé MH           | 49° 46′ 36″ nord, 4° 00′ 15″ est |       |
| Neuville-en-Avesnois          | Nord        | Église Sainte-Élisabeth de Neuville-en-Avesnois                   | Classé MH           |                                  |       |
| Noircourt                     | Aisne       | Église Saint-Nicolas de Noircourt                                 | Classé MH           | 49° 40′ 01″ nord, 4° 05′ 31″ est |       |
| Nouvion-et-Catillon           | Aisne       | Église Saint-Remi de Nouvion-et-Catillon                          |                     |                                  |       |
| Ohis                          | Aisne       | Église Saint-Maurice d'Ohis                                       |                     | 49° 55′ 47″ nord, 4° 00′ 39″ est |       |
| Origny-en-Thiérache           | Aisne       | Église Saint-Cyr-et-Sainte-Julitte d'Origny-en-Thiérache          | Classé MH           | 49° 53′ 47″ nord, 4° 01′ 20″ est |       |
| Parfondeval                   | Aisne       | Église Saint-Médard de Parfondeval                                | Classé MH           | 49° 44′ 21″ nord, 4° 09′ 37″ est |       |
| Plomion                       | Aisne       | Église Notre-Dame de Plomion                                      | Classé MH           | 49° 48′ 27″ nord, 4° 01′ 10″ est |       |
| Prez                          | Ardennes    | Église Saint-Martin de Prez                                       |                     | 49° 48′ 01″ nord, 4° 21′ 03″ est |       |
| Prisces                       | Aisne       | Église Saint-Médard de Prisces                                    | Classé MH           | 49° 46′ 48″ nord, 3° 51′ 43″ est |       |
| Remies                        | Aisne       | Église Saint-Brice de Remies                                      |                     | 49° 40′ 46″ nord, 3° 31′ 18″ est |       |
| Renneval                      | Aisne       | Église Notre-Dame de Renneval                                     | Classé MH           | 49° 44′ 26″ nord, 4° 02′ 54″ est |       |
| Rocquigny                     | Aisne       | Église Sainte-Geneviève de Rocquigny                              |                     | 50° 01′ 27″ nord, 3° 58′ 52″ est |       |
| Rocquigny                     | Ardennes    | Église Saint-Christophe de Rocquigny                              |                     | 49° 41′ 23″ nord, 4° 14′ 57″ est |       |
| Rogny                         | Aisne       | Église Saint-Évent de Rogny                                       | Classé MH           | 49° 46′ 10″ nord, 3° 48′ 28″ est |       |
| Rouvroy-sur-Audry             | Ardennes    | Église Saint-Étienne de Servion                                   | Classé MH           | 49° 47′ 03″ nord, 4° 29′ 58″ est |       |
| Rouvroy-sur-Serre             | Aisne       | Église Saint-Nicolas de Rouvroy-sur-Serre                         |                     | 49° 43′ 10″ nord, 4° 10′ 26″ est |       |
| Rozoy-sur-Serre               | Aisne       | Église Saint-Laurent de Rozoy-sur-Serre                           | Classé MH           | 49° 42′ 28″ nord, 4° 07′ 42″ est |       |
| Saint-Algis                   | Aisne       | Église Saint-Algis de Saint-Algis                                 | Classé MH           | 49° 54′ 02″ nord, 3° 49′ 23″ est |       |
| Saint-Gobert                  | Aisne       | Église Saint-Rémi de Saint-Gobert                                 |                     | 49° 48′ 03″ nord, 3° 48′ 51″ est |       |
| Saint-Pierre-lès-Franqueville | Aisne       | Église Saint-Pierre de Saint-Pierre-lès-Franqueville              | Classé MH           | 49° 49′ 09″ nord, 3° 49′ 22″ est |       |
| Sévigny-Waleppe               | Ardennes    | Église Saint-Leu de Sévigny-Waleppe                               | Classé MH           | 49° 36′ 16″ nord, 4° 04′ 55″ est |       |
| Signy-le-Petit                | Ardennes    | Église Saint-Nicolas de Signy-le-Petit                            | Classé MH           | 49° 54′ 13″ nord, 4° 16′ 45″ est |       |
| Sorbais                       | Aisne       | Église Saint-Martin de Sorbais                                    |                     | 49° 54′ 28″ nord, 3° 53′ 41″ est |       |
| Sormonne                      | Ardennes    | Église Saint-Jean-Baptiste de Sormonne                            |                     | 49° 48′ 39″ nord, 4° 34′ 00″ est |       |
| Tarzy                         | Ardennes    | Église Saint-Cyr-et-Sainte-Juliette de Tarzy                      |                     | 49° 52′ 11″ nord, 4° 17′ 44″ est |       |
| Tavaux-et-Pontséricourt       | Aisne       | Église Notre-Dame de Tavaux                                       | Classé MH           | 49° 43′ 27″ nord, 3° 54′ 27″ est |       |
| Tournes                       | Ardennes    | Église Saint-Martin de Tournes                                    | Classé MH           | 49° 47′ 52″ nord, 4° 38′ 13″ est |       |
| Vertain                       | Nord        | Église Saint-Pierre de Vertain                                    |                     |                                  |       |
| Vervins                       | Aisne       | Église Notre-Dame de Vervins                                      | Classé MH           | 49° 50′ 06″ nord, 3° 54′ 27″ est |       |
| Vigneux-Hocquet               | Aisne       | Église Saint-Martin de Vigneux-Hocquet                            | Classé MH           | 49° 44′ 25″ nord, 3° 59′ 31″ est |       |
| Voulpaix                      | Aisne       | Église Saint-Quentin de Voulpaix                                  |                     | 49° 50′ 20″ nord, 3° 49′ 45″ est |       |
| Watigny                       | Aisne       | Église Saint-Jean de Watigny                                      |                     | 49° 54′ 00″ nord, 4° 11′ 50″ est |       |
| Wiège-Faty                    | Aisne       | Église Saint-Martin de Faty                                       |                     | 49° 53′ 35″ nord, 3° 42′ 46″ est |       |
| Wimy                          | Aisne       | Église Saint-Martin de Wimy                                       | Classé MH           | 49° 56′ 03″ nord, 3° 59′ 57″ est |       |